# Município de Madison (condado de Pickaway, Ohio)
O município de Madison (em inglês: Madison Township) é um município localizado no condado de Pickaway no estado estadounidense de Ohio. No ano de 2010 tinha uma população de 1.355 habitantes e uma densidade populacional de 21,43 pessoas por km².

## Geografia
O município de Madison encontra-se localizado nas coordenadas 39° 46′ 34″ N, 82° 53′ 41″ O. Segundo o Departamento do Censo dos Estados Unidos, o município tem uma superfície total de 63.23 km², da qual 63,02 km² correspondem a terra firme e (0,34 %) 0,21 km² é água.

## Demografia
Segundo o censo de 2010, tinha 1.355 habitantes residindo no município de Madison. A densidade populacional era de 21,43 hab./km². Dos 1.355 habitantes, o município de Madison estava composto pelo 98,23 % brancos, o 0,74 % eram afroamericanos, o 0,15 % eram amerindios, o 0,22 % eram de outras raças e o 0,66 % eram de uma mistura de raças. Do total da população o 1,4 % eram hispanos ou latinos de qualquer raça.